# Beiträge zur rheinischen Musikgeschichte
Beiträge zur rheinischen Musikgeschichte (Abk. BRM) ist eine deutschsprachige musikwissenschaftliche Publikationsreihe zur rheinischen Musikgeschichte. Sie wird herausgegeben von der Arbeitsgemeinschaft für rheinische Musikgeschichte. Ihre Bände erschienen in verschiedenen Verlagen: die Bde. 1–9: in Köln/Krefeld im Verlag Staufen, die Bde. 10–129 in Köln im Verlag Arno Volk, die Bde. 130–177 in Kassel im Verlag Merseburger.
Der erste Band, Beiträge zur Musikgeschichte der Stadt Düsseldorf, herausgegeben von Karl Gustav Fellerer, erschien 1952. Inzwischen ist die Reihe auf 180 (Stand: 5. April 2024) angewachsen.

## Bände (Auswahl)
- BRM 001 Beiträge zur Musikgeschichte der Stadt Düsseldorf, hrsg. von Karl Gustav Fellerer. Köln/Krefeld: Staufen 1952. 63 S.
- BRM 002 Das Cantuagium des Heinrich Eger von Kalkar (1328–1408), eingel. u. hrsg. von Heinrich Hüschen. Köln/Krefeld: Staufen 1952. 67 S.
- BRM 003 Willi Kahl: Studien zur Kölner Musikgeschichte des 16. und 17. Jahrhunderts (Universität – Tricoronatum). Köln/Krefeld: Staufen 1953. 64 S.
- BRM 004 Heinrich Lemacher: 125 Jahre Gürzenichchor Köln. Chronik der Jahre 1927–1952. Köln/Krefeld: Staufen 1953. 172 S.
- BRM 005 Beiträge zur Musikgeschichte der Stadt Wuppertal, hrsg. von Karl Gustav Fellerer. Köln/Krefeld: Staufen 1954. 102 S.
- BRM 008 Beiträge zur Musikgeschichte der Stadt Essen, hrsg. von Karl Gustav Fellerer. Köln/Krefeld: Staufen 1955. 107 S
- BRM 010 Heinz Oepen: Beiträge zur Geschichte des Kölner Musiklebens 1760–1840. Köln: Arno Volk 1955. 172 S.
- BRM 011 Die Musica Gregoriana des Nicolaus Wollick, hrsg. von Klaus Wolfgang Niemöller. Köln/Krefeld: Staufen 1955. 80 S.
- BRM 012 Herbert Paffrath: Der Cäcilienverein 1855 Köln-Mülheim. Ein Beitrag zur Mülheimer Stadtgeschichte. Köln: Arno Volk 1955. 148 S.
- BRM 013 Klaus Wolfgang Niemöller: Nicolaus Wollick (1480–1541) und sein Musiktraktat. Köln: Arno Volk 1956. 350 S.
- BRM 014 Beiträge zur Geschichte der Musik am Niederrhein, hrsg. von Karl Gustav Fellerer. Köln: Arno Volk 1956. 69 S.
- BRM 015 Herbert Drux: Studien zur Entwicklung des öffentlichen Musiklebens in Ostniederberg. Köln: Arno Volk 1956. 113 S.
- BRM 016 Rudolf Haase: Geschichte des Solinger Chorwesens. Köln: Arno Volk 1956. 62 S.
- BRM 017 Beiträge zur Musik im Rhein-Maas-Raum, hrsg. von Carl Maria Brand und Karl Gustav Fellerer. Köln: Arno Volk 1957. 71 S.
- BRM 020 Studien zur Musikgeschichte des Rheinlandes. Festschrift zum 80. Geburtstag von Ludwig Schiedermair, hrsg. von Willi Kahl, Heinrich Lemacher und Joseph Schmidt-Görg. Köln: Arno Volk 1956. 159 S.
- BRM 021 Christian Gottlob Neefens Lebenslauf von ihm selbst beschrieben. Nebst beigefügtem Karackter 1789, eingel. u. hrsg. von Walther Engelhardt. Köln: Arno Volk 1957. 37 S.
- BRM 022 Herbeni Traiectensis de Natura Cantus ac Miraculis Vocis, eingel. u. hrsg. von Joseph Smits van Waesberghe. Köln: Arno Volk 1957. 78 S.
- BRM 023 Ursel Niemöller: Carl Rosier (1640?–1725). Kölner Dom- und Ratskapellmeister. Köln: Arno Volk 1957. 245 S.
- BRM 026 Beiträge zur Musikgeschichte des Stadt Solingen und des Bergischen Lands, hrsg. v. Karl Gustav Fellerer. Köln: Arno Volk 1958. 95 S.
- BRM 028 Reinhold Sietz (Hg.): Aus Ferdinand Hillers Briefwechsel [Bd. I] (1826–1861). Köln: Arno Volk 1958. 203 S.
- BRM 030 Werner Kremp: Quellen und Studien zum Responsorium prolixum in der Überlieferung der Euskirchener Offiziumsantiphonare. Köln: Arno Volk 1958. 346 S.
- BRM 032 Heinrich Wiens: Musik und Musikpflege am herzoglichen Hof zu Kleve. Köln: Arno Volk 1959. 146 S.
- BRM 037 Beiträge zur Musikgeschichte der Stadt Duisburg, hrsg. v. Günther v. Rodern und Friedrich Meyer-Tödten. Köln: Arno Volk 1959. 167 S.
- BRM 041 Günther Kaspersmeier: Wilhelm Dyckerhoff (1810–1881) und seine Kompositionslehre. Köln: Arno Volk 1959. 125 S.
- BRM 044 Musik im Raume Remscheid, hrsg. v. Karl Gustav Fellerer. Köln: Arno Volk 1960. 82 S.
- BRM 045 Rudolf Pohl: Die Messen des Johannes Mangon. Köln: Arno Volk 1961. 108 S.
- BRM 046 Reiner Kirchrath: Theatrum Musicae Choralis / das ist / Kurze und gründlich erklärte Verfassung der Aretinischer und Gregorianischer Singkunst. Köln 1782. Reprint, eingel. u. hrsg. von Karl Gustav Fellerer. Köln: Arno Volk 1961. 112 S.
- BRM 047 Friedrich Beurhaus: Erotematum Musicae Libri duo. Nürnberg 1580. Reprint, kommentiert u. hrsg. von Walter Thoene. Köln: Arno Volk 1961. 147 S.
- BRM 048 Reinhold Sietz (Hg.): Aus Ferdinand Hillers Briefwechsel. Bd. II (1862–1869). Köln: Arno Volk 1961. 161 S.
- BRM 049 Bert Voß: August von Othegraven. Leben und Werke. Köln: Arno Volk 1961. 163 S.
- BRM 050 Klaus Wolfgang Niemöller (Hg.): Die Musica figurativa des Melchior Schanppecher, Köln: Arno Volk 1961. 46 S.
- BRM 051 Dietrich Kämper (Hg.): Richard Strauss und Franz Wüllner im Briefwechsel. Köln: Arno Volk 1963. 55 S.
- BRM 052 Studien zur Musikgeschichte des Rheinlandes (II), FS Karl Gustav Fellerer zum 60. Geburtstag, hrsg. von Herbert Drux, Klaus Wolfgang Niemöller und Walter Thoene. Köln: Arno Volk 1962. 307 S.
- BRM 053 Rheinische Musiker. 2. Folge. Hrsg. von Karl Gustav Fellerer. Köln: Arno Volk 1962. 112 S.
- BRM 054 Fritz Soddemann (Hg.): Rutgerus Sycamber de Venray: Dialogus de musica (um 1500). Köln: Arno Volk 1963. 63 S.
- BRM 055 Dietrich Kämper: Franz Wüllner. Leben, Wirken und kompositorisches Schaffen. Köln: Arno Volk 1963. 170 S.
- BRM 056 Reinhold Sietz (Hg.): Aus Ferdinand Hillers Briefwechsel. Bd. III (1870–1875). Köln: Arno Volk 1964. 200 S.
- BRM 057 Gottfried Göller: Die Leibelsche Sammlung. Katalog der Musikalien der Kölner Domcapelle. Köln: Arno Volk 1964. 133 S.
- BRM 058 Rheinische Musiker. 3. Folge. Hrsg. von Karl Gustav Fellerer. Köln: Arno Volk 1964. 108 S.
- BRM 059 Willi Kahl: Bilder und Gestalten aus der Musikgeschichte des Rheinlands. Köln: Arno Volk 1964. 73 S.
- BRM 060 Reinhold Sietz (Hg.): Aus Ferdinand Hillers Briefwechsel. Bd. IV (1876–1881). Köln: Arno Volk 1965. 197 S.
- BRM 061 Karl Dreimüller (Hg.): Studien zur Musikgeschichte der Stadt Mönchengladbach (I). Köln: Arno Volk 1965. 134 S.
- BRM 062 Ursula Eckart-Bäcker: Studien zur Musikgeschichte des Rheinlandes (III). FS Heinrich Hüschen zum 50. Geburtstag. Köln: Arno Volk 1965. 156 S.
- BRM 063 Hans-Josef Werner: Die Hymnen in der Choraltradition des Stiftes St. Kunibert zu Köln. Köln: Arno Volk 1966. 252 S.
- BRM 064 Rheinische Musiker. 4. Folge. Hrsg. von Karl Gustav Fellerer. Köln: Arno Volk 1966. 202 S.
- BRM 065 Reinhold Sietz (Hg.): Aus Ferdinand Hillers Briefwechsel. Bd. V (1882–1885). Köln: Arno Volk 1966. 195 S.
- BRM 066 Gerhard Pietzsch: Fürsten und fürstliche Musiker im mittelalterlichen Köln. Quellen und Studien. Köln: Arno Volk 1966. 195 S.
- BRM 067 Anette Friedrich (Hg.): Heinrich Schornburg: Elementa Musica (Köln 1582). Faksimile. Köln: Arno Volk 1966. 56 S.
- BRM 068 Wilhelm Lauth: Max Bruchs Instrumentalmusik. Köln: Arno Volk 1967. 155 S.
- BRM 069 Rheinische Musiker. 5. Folge. Hrsg. von Karl Gustav Fellerer. Köln: Arno Volk 1967. 147 S.
- BRM 070 Reinhold Sietz (Hg.): Aus Ferdinand Hillers Briefwechsel. Bd. VI (Auerbach, Levi, Pasqué, Stockhausen, Gade). Köln: Arno Volk 1968. 185 S.
- BRM 071 Günter Ochs: Studien zur Entwicklung des öffentlichen Musiklebens in Mülheim a.d. Ruhr. Köln: Arno Volk 1968. 342 S.
- BRM 072 Herbert Vossebrecher: Die Gesänge des Speyrer Gesangbuchs [Köln 1599]. Köln: Arno Volk 1968. 2555 S.
- BRM 073 Beiträge zur Musikgeschichte der Stadt und des Kreises Erkelenz [I], hrsg. v. Gottfried Göller. Köln: Arno Volk 1968. 121 S.
- BRM 074 Käthe Walch-Schumann (Hg.): Friedrich Wieck. Briefe aus den Jahren 1830–1838. Köln: Arno Volk 1968. 103 S. + Tafelteil.
- BRM 075 Studien zur klevischen Musik- und Liturgiegeschichte, hrsg. v. Walter Gieseler. Köln: Arno Volk 1968. 149 S.
- BRM 076 Hubert-Gabriel Hammer: Die Allelujagesänge in der Choralüberlieferung der Abtei Altenberg. Beitrag zur Geschichte des Zisterzienserchorals. Köln: Arno Volk 1968. 251 S.
- BRM 077 Peter Darius: Die Musik in den Elementarschulen und Kirchen Düsseldorfs im 19. Jahrhundert. Köln: Arno Volk 1969. 258 S.
- BRM 078 Hermann Maletz: Untersuchungen zum ländlichen Chorwesen des Aachen-Dürener Raumes im 19. Jahrhundert. Köln: Arno Volk 1969. 148 S.
- BRM 079 Hildegard von Radzibor: Untersuchungen zur Musikgeschichte der Stadt Düren. Köln: Arno Volk 1969. 261 S.
- BRM 080 Rheinische Musiker. 6. Folge. Hrsg. von Dietrich Kämper. Köln: Arno Volk 1969. 226 S.
- BRM 081 Udo Wagner: Franz Nekes und der Cäcilianismus im Rheinland. Köln: Arno Volk 1969. 216 S.
- BRM 082 Willi Gundlach: Die Schulliederbücher von Ludwig Erk. Köln: Arno Volk 1969. 228 S.
- BRM 083 Klaus Körner: Das Musikleben in Köln um die Mitte des 19. Jahrhunderts. Köln: Arno Volk 1969. 315 S.
- BRM 084 Helmut Jensen: Untersuchungen zum Kölner Musikleben am Anfang des 20. Jahrhunderts. Köln: Arno Volk 1969. 165 S.
- BRM 085 Gregor Vedder: Der Orgelbau in den Kreisen Iserlohn und Unna vor 1800. Ein Beitrag zur Geschichte des westfälischen Orgelbaues. Köln: Arno Volk 1970. 357 S.
- BRM 086 Hans Niederau: Musik im Lehrerseminar zu Moers. Ein Beitrag zur Lehrerbildung im 19. Jahrhundert. Köln: Arno Volk 1970. 154 S.
- BRM 087 Dietrich Kämper (Hg.): Max-Bruch-Studien. Zum 50. Todestag des Komponisten. Köln: Arno Volk 1970. 182 S.
- BRM 088 Gerhard Pietzsch: Archivalische Forschungen zur Geschichte der Musik an den Höfen der Grafen und Herzögge von Kleve-Jülich-Berg (Ravensberg) bis zum Erlöschen der Linie Jülich-Kleve im Jahre 1609. Köln: Arno Volk 1971. 205 S.
- BRM 089 Magda Marx-Weber: Katalog der Musikhandschriften im Besitz des Musikwissenschaftlichen Seminars der Rheinischen Friedrich-Wilhelm-Universität zu Bonn. Köln: Arno Volk 1971. 138 S.
- BRM 090 Dieter Klöckner: Das Florilegium des Adrian Dens (Köln 1594). Ein Beitrag zur Geschichte der Lautenmusik am Ende des 16. Jahrhundert. Köln: Arno Volk 1970. 191 S.
- BRM 091 Lorna Kay Lutz: Friedrich Wilhelm Franke. Seine Bedeutung in der Kirchenmusik. Köln: Arno Volk 1970. 203 S.
- BRM 092 Reinhold Sietz (Hg.): Aus Ferdinand Hillers Briefwechsel. Bd. VII (Gernsheim, Verleger; Diverse; Register). Köln: Arno Volk 1970. 167 S.
- BRM 094 Willibrord Alfons Heckenbach: Das Antiphonar von Ahrweiler. Studien am Codex 2 a/b des Pfarrarchivs Ahrweiler (um 1400). Köln: Arno Volk 1971. 280 S.
- BRM 095 Beiträge zur Musikgeschichte der Stadt und des Kreises Erkelenz Bd. II, hrsg. v. Gottfried Göller. Köln: Arno Volk 1973. 78 S.
- BRM 096 Reinhold Weyer: Der Musikunterricht in den Kölner Volksschulen im 19. Jahrhundert. Köln: Arno Volk 1972. VII/364 S.
- BRM 097 Rheinische Musiker. 7. Folge. Hrsg. von Dietrich Kämper. Köln: Arno Volk 1972. 139 S.
- BRM 098 Monica Steegmann: Das Solistenkonzert im rheinischen Musikleben der Gegenwart. Eine musiksoziologische Untersuchung. Köln: Arno Volk 1973. 210 S.
- BRM 099 Zdenka Kapko-Foretic: Carl von Turányi (1805–1873). Eine Monographie. Köln: Arno Volk 1973. 188 S.
- BRM 100 Harald Kümmerling: Franz Commers Abschriften älterer Musikwerke. Köln: Arno Volk 1973. 192 S.
- BRM 101 Eigel Kruttge: Geschichte der Burgsteinfurter Hofkapelle 1750–1817. Köln: Arno Volk 1973. 134 S.
- BRM 102 Raimund Keusen: Die Orgel- und Vokalwerke von Hermann Schroeder. Köln: Arno Volk 1974. 203 S.
- BRM 103 Karl Gustav Fellerer: Max Bruch 1838–1920. Köln: Arno Volk 1974. 196 S.
- BRM 104/I Hans-Josef Irmen: Engelbert Humperdinck als Kompositionsschüler Josef Rheinbergers. I. Teil. Köln: Arno Volk 1974. XIII/154 S.
- BRM 104/II Hans-Josef Irmen: Engelbert Humperdinck als Kompositionsschüler Josef Rheinbergers. II. Teil. Köln: Arno Volk 1974. V/150 S.
- BRM 105 Studien zur Musik in Siegburg, hrsg. v. Norbert Jers. Köln: Arno Volk 1974. 102 S.
- BRM 106 Engelbert Humperdinck: Briefe und Tagebücher. I. Band (1863–1880), hrsg. v. Hans-Josef Irmen. Köln: Arno Volk 1975. 145 S.
- BRM 107 Gisela Beer: Orgelbau Ibach Barmen (1797–1904). Köln: Arno Volk 1975. 292 S.
- BRM 108 Clemens Brinkmann: Albert Gereon Stein (1809–1881). Kirchenmusik und Musikerziehung. Köln: Arno Volk 1974. 238 S.
- BRM 109 Hans-Josef Irmen (Hg.): Studien zur Musikgeschichte der Stadt Mönchengladbach (II). Köln: Arno Volk 1975. 123 S. + 36 S. Tafelteil.
- BRM 110 Heinz Bremer: Musikunterricht und Musikpflege an den niederrheinischen Lateinschulen im Späthumanismus (1570–1700). Köln: Arno Volk 1976. 252 S.
- BRM 111 Rheinische Musiker. 8. Folge. Hrsg. von Dietrich Kämper. Köln: Arno Volk 1974. 158 S.
- BRM 112 Studien zur Musikgeschichte des Rheinlandes IV, hrsg. v. Klaus Wolfgang Niemöller. Köln: Arno Volk 1975. 158 S.
- BRM 113 Paul Mies: Der Musiker Carl Leibl (1784–1870). Der Vater des großen Malers. Reprint. Köln: Arno Volk 1976. 53 S.
- BRM 114 Engelbert Humperdinck: Briefe und Tagebücher. II. Band (1881–1883), hrsg. v. Hans-Josef Irmen. Köln: Arno Volk 1976. 140 S.
- BRM 115 Ulrich Tank: Die Geschwister Schloss. Studien zur Biographie der Kölner Altistin Sophie Schloss (1822–1903) und zur Geschichte des Musikalienverlages ihres Bruders Michael (1823–1891). Köln: Arno Volk 1976. 97 S.
- BRM 116 Studien zur Bonner Musikgeschichte des 18. und 19. Jahrhunderts, hrsg. v. Marianne Bröcker und Günther Massenkeil. Köln: Arno Volk 1978. 87 S.
- BRM 117 Werner-Joachim Düring: Das Musikleben am Kölner Dreikönigsgymnasium vom Jahre 1815 bis zur Gegenwart. Köln: Arno Volk 1979. 131 S.
- BRM 118 Beiträge zur Musikgeschichte der Stadt Düsseldorf, hrsg. v. Julius Alf. Köln: Arno Volk 1977. 153 S.
- BRM 119 Studien zur Musikgeschichte des Rheinlandes V, hrsg. v. Ernst Klusen. Köln: Arno Volk / Hans Gerig 1978. 162 S.
- BRM 120 Winfried Rittershaus: Das Volkslied in der östlichen Eifel. Überlieferung und Singgewohnheiten dargestellt am Beispiel der Gemeinde Ettringen. Köln: Arno Volk 1978. 295 S.
- BRM 122 Franz-Josef Vogt: Franz Wilhelm Sonreck (1822–1900). Untersuchungen zum Leben und Schaffen eines rheinischen Orgelbauers. Köln: Arno Volk 1978. 465 S. + Tafelteil.
- BRM 123 Robert Lee Curtis: Ludwig Bischoff – a mid-ninetheenth-century music critic. Köln: Arno Volk 1979. 435 S. + dt. Abstract.
- BRM 124 Ernst Klusen, Hermann Stoffels und Theo Zart: Das Musikleben der Stadt Krefeld 1780–1945, 2 Bde. Köln: Arno Volk 1979 (Bd. 1) und 1980 (Bd. 2). 110 + 232 S.
- BRM 125 Beiträge zur Musikgeschichte der Stadt Aachen II, hrsg. von Hans Jochem Münstermann. Köln: Arno Volk 1979. 91 S.
- BRM 126 Ars Musica – Musica Scientia. Festschrift Heinrich Hüschen zum 65. Geburtstag hrsg. von Detlev Altenburg, Köln: Verlag der Rheinischen Musikgeschichte 1980. 473 S.

[Abgabe nur zu Sonderkonditionen]
- BRM 127 Joachim Dorfmüller: 300 Jahre Orgelbau im Wuppertal. Köln: Verlag der Rheinischen Musikgeschichte 1980. 208 S.
- BRM 128 Engelbert Humperdinck: Instrumentationslehre, hrsg. v. Hans-Josef Irmen. Köln: Verlag der Arbeitsgemeinschaft für rheinische Musikgeschichte 1981. 145 S.
- BRM 129 Rheinische Musiker. 9. Folge. Hrsg. von Dietrich Kämper. Köln: Verlag der Arbeitsgemeinschaft für rheinische Musikgeschichte 1981. 110 S.
- BRM 130 Beiträge zur Musikgeschichte der Stadt Moers. Hrsg. von Erika Funk-Hennings unter Mitarbeit von Heinz Bremer, Helmut Werkle, Gisela Probst-Effah und Ursula Eckart-Bäcker. 80 Seiten, Kart.
- BRM 131 Neue Beiträge zur Musikgeschichte der Stadt Wuppertal. Hrsg. von Joachim Dorfmüller unter Mitarbeit von Ursula Eckart-Bäcker, Erna Fleckner, Dettmar Hinney, Maria Jost, Heinz-H. Majewski, Hans-Joachim Oehm, Ingo Schmitt und Franz-Josef Vogt. 192 Seiten mit 17 Abbildungen.
- BRM 132 Engelbert Humperdinck: Briefe und Tagebücher, III. Band (1883–1886). Hrsg. von Hans-Josef Irmen. 159 Seiten, Kart.
- BRM 133 Alfons Weller: Studien zur Geschichte der Kirchenmusik an St. Quirin in Neuss. 442 Seiten mit 28 Abbildungen und 25 Notenbeispielen, Kart.
- BRM 134 Claudia Valder-Knechtges: Die Kirchenmusik Andrea Luchesis (1741–1801). Studien zu Leben und Werk des letzten kurkölnischen Hofkapellmeisters. 295 Seiten mit zahlreichen Notenbeispielen und Faksimiles, Kart.
- BRM 135 Annette Gerstner: Die Klavierlieder Engelbert Humperdincks, 200 Seiten mit zahlreichen Notenbeispielen und 64 Seiten Notenanhang.
- BRM 136 Organisationsformen der Musik im Rheinland. Bericht über die Jahrestagung 1984. Hrsg. von Siegfried Kross. 92 S.
- BRM 137 Elisabeth Schmiedecke: Günter Raphaels Chormusik. Versuch einer kritischen Wertung. 345 Seiten mit zahlreichen Notenbeispielen, Kart.
- BRM 138 Rainer Mohrs: Hermann Schroeder (1904–1984). Leben und Werk unter besonderer Berücksichtigung seiner Klavier- und Kammermusik. 482 Seiten mit zahlreichen Notenbeispielen und Abbildungen, Kart.
- BRM 139 Bettina Jeßberger: Ein dominikanisches Graduale aus dem Anfang des 14. Jahrhunderts. Cod. 173 der Diözesanbibliothek Köln. 330 Seiten mit zahlreichen Notenbeispielen und Abbildungen, Kart.
- BRM 140 Musikalische Rheinromantik. Bericht über die Jahrestagung 1985. Hrsg. von Siegfried Kross. 166 Seiten mit zahlreichen Notenbeispielen und Abbildungen, Kart.
- BRM 141 Matthias Schwarzer: Die Oratorien von Max Bruch. Eine Quellenstudie. 570 Seiten mit zahlreichen Notenbeispielen, Kart.
- BRM 142 Orgellandschaft Rheinland. Bericht über die Jahrestagung 1986. Hrsg. von Franz-Josef Vogt. 358 Seiten mit 77 Abbildungen, Kart.
- BRM 143 Dorothée Martha Weber: Der städtische Musikverein zu Düsseldorf und die Düsseldorfer Oper in der Zeit von 1890 bis 1923. Ein Beitrag zur Musikgeschichte der Stadt Düsseldorf. 312 Seiten, Kart.
- BRM 144 Christoph Dohr: Musikleben und Komponisten in Krefeld. Das 20. Jahrhundert. 640 Seiten mit zahlreichen Notenbeispielen und Abbildungen, Kart.
- BRM 145 Heinrich Lindlar: Leben mit Musik. Aufsätze und Vorträge, Köln 1960–1992. 182 Seiten mit einem Notenbeispiel und zahlreichen Abbildungen, Kart.
- BRM 146 Willy von Beckerath – Gustav Ophüls. Briefwechsel 1896–1926. Zeugnisse einer geistigen Freundschaft. Hrsg. von Erika Ophüls. 464 Seiten mit zahlreichen Abbildungen und Zeichnungen, Kart.
- BRM 147 Gisela Schewe: Untersuchungen zu den Streichquartetten von Ferdinand Ries (1784–1838), 232 Seiten mit 15 Notenbeispielen, Kart.
- BRM 148 Die Musikinstrumentensammlung des Kölnischen Stadtmuseums. Bearbeitet von Helmut Hoyler, mit Beiträgen von Detlef Altenburg und Christoph Dohr. Hrsg. von Werner Schäfke. 310 Seiten mit 411 Abbildungen, Kart.
- BRM 149 Musikalische Volkskultur im Rheinland. Aktuelle Forschungsbeiträge. Bericht über die Jahrestagung 1991. Hrsg. von Günther Noll. 150 Seiten mit zahlreichen Notenbeispielen und Abbildungen, Kart.
- BRM 150 Rheinische Musiker. 10. Folge. In Verbindung mit anderen Autoren herausgegeben von Heinz Bremer. 180 Seiten, Kart.
- BRM 151 Karlheinz Höfer: Cornelius Burgh um 1590 bis um 1638. Italienische Monodie und Geistliches Konzert im Rheinland. Band I: Leben und Werk. 814 Seiten mit 486 Notenbeispielen, 62 Abbildungen, 60 Tabellen und 18 Graphiken.
- BRM 152 Manfred Albus: Das Orgelschaffen Wolfgang Stockmeiers und die avantgardistische Orgelmusik. 188 Seiten mit zahlreichen Notenbeispielen, Kart.
- BRM 153 Philipp Jarnach: Schriften zur Musik mit Einführungen und Werkverzeichnis. Hrsg. von Norbert Jers. 218 Seiten mit einer Abbildung und einem Faksimile, Kart.
- BRM 154 Susanne Haase: Der Bonner Komponist Wilhelm Neuland (1806–1889). Studien zu Leben und Werk. 222 Seiten mit 104 Notenbeispielen und 18 Abbildungen, Kart.
- BRM 155 Musikpädagogik im Rheinland. Beiträge zu ihrer Geschichte im 20. Jahrhundert. Hrsg. von Günther Noll. Aktuelle Forschungsbeiträge. Bericht über die Jahrestagung 1995. 256 Seiten, Kart.
- BRM 156 Musik – Kultur – Gesellschaft. Interdisziplinäre Aspekte aus der Musikgeschichte des Rheinlandes. Hg. Norbert Jers. 234 Seiten, zahlreiche Notenbeispiele, Kartoniert
- BRM 157 Neue Musik im Rheinland. Hg. Heinz Bremer. Bericht über die Jahrestagung Köln 1992. 106 Seiten, 7 Notenbeispiele, Kartoniert
- BRM 158 Silvia Handke: Präsenz und Dynamik regionaler Musikkulturen in den Sendekonzepten des WDR-Hörfunks. Musikwissenschaftliche Dissertation aus 1994 mit aktualisierten Angaben. 310 Seiten, Kart.
- BRM 159 Musikalische Regionalforschung heute – Perspektiven rheinischer Musikgeschichtsschreibung. Bericht von der Jahrestagung Düsseldorf 1998, hrsg. von Norbert Jers. Von „Komponistinnen im Rheinland im 19. und 20. Jahrhundert“ über „Max Bruch – Aufgaben und Ziele der Forschung“ bis „Zum wissenschaftlichen Umgang mit aktueller Popularmusik. Eine Skizze aus dem Alltag“ reicht das Themenspektrum der vorliegenden musikhistorischen- und soziologischen Forschungen, meist mit Regionalbezug. 218 Seiten, Kart.
- BRM 160 Andrea Therese Thelen-Fröhlich, Die Institution Konzert zwischen 1918–1945 am Beispiel der Stadt Düsseldorf. Geringfügig überarbeitete Dissertation von 1998. 474 Seiten, Kart.
- BRM 161 Wolfram Ferber, Die Schauspielmusiken von Heinz Pauels. 192 Seiten, Kart.
- BRM 162 Reinhold Wecker, Karl Hermann Pillney – Künstler, Komponist und Pädagoge 344 Seiten, Kart.
- BRM 163 Föhrenbach, Elisabeth: Die Gattung Konzertstück in der Rezeption Robert Schumanns. 415 Seiten, Kart.
- BRM 165 Eva Martina Hanke, Ferdinand Hiller und das virtuose Klavierkonzert in der Mitte des 19. Jahrhunderts. 192 Seiten mit zahlreichen Notenbeispielen, Kart.
- BRM 166 Birgit Bernard, Stefan Kames, Hans-Ulrich Wagner, Medien und Musikjournalistik in Köln um 1933. Drei Schlaglichter auf eine Usurpation. Eingeführt und herausgegeben von Robert v. Zahn. 118 Seiten mit Abbildungen und Notenbeispielen, Kart.
- BRM 167 Das Streichquartett im Rheinland. Hrsg. von Robert v. Zahn, Wolfram Ferber und Klaus Pietschmann. Bericht über die Tagung der Arbeitsgemeinschaft für rheinische Musikgeschichte in Brauweiler Juni 2002. 148 Seiten mit zahlreichen Notenbeispielen und Abbildungen, Kart.
- BRM 168 Samuel Weibel: Die deutschen Musikfeste des 19. Jhdts im Spiegel der zeitgenössischen musikalischen Fachpresse. Dem Buch liegt eine CD-ROM bei mit einem 6’450 Artikel umfassenden, inhaltsanalytisch erschlossenen Artikelverzeichnis. 724 Seiten und 1 CD-ROM, 26 Abbildungen und 21 Tabellen.
- BRM 169 Karlheinz Weber: Vom Spielmann zum städtischen Kammermusiker. 2 Bände, 837 und 928 Seiten, zahlreiche Abbildungen, Graphiken und Tabellen.
- BRM 170 Hermann Schroeder. Komponist – Lehrer – Interpret. Hrsg. von Peter Becker und Wilhelm Schepping. Bericht über die Tagung der Arbeitsgemeinschaft für Rheinische Musikgeschichte und der Hermann-Schroeder-Gesellschaft 2004 incl. CD mit 25 Hörbeispielen. 366 Seiten, 1 Faksimile, Abbildungen und zahlreiche Notenbeispiele.
- BRM 171 Musikwissenschaft im Rheinland um 1930. Hrsg. von Klaus Pietschmann und Robert von Zahn.
- BRM 172 Klaus Pietschmann, Das Erzbistum Köln in der Musikgeschichte des 15. und 16. Jahrhunderts. Kongressbericht Köln 2005. 402 Seiten mit zahlreichen Faksimiles, Notenbeispielen, Abbildungen und Tabellen.
- BRM 173 Musik im Französischen Köln (1794–1814). Hrsg. von Arnold Jacobshagen, Wolfram Steinbeck und Robert von Zahn.
- BRM 174 Rice, Eric: Music and Ritual at Charlemagne’s Marienkirche in Aachen.
- BRM 175 Max Bruch und Philipp Spitta im Briefwechsel. Hrsg. von Dietrich Kämper.
- BRM 176 Neue Musik in Nordrhein-Westfalen. Hrsg. von Robert von Zahn.
- BRM 177 Ferdinand Hiller. Komponist – Interpret – Musikvermittler. Hrsg. von Peter Ackermann, Arnold Jacobshagen, Roberto Scoccimarro und Wolfram Steinbeck.
- BRM 178 Max Bruch - neue Perspektiven auf Leben und Werk : aus Anlass des 80. Geburtstages von Dietrich Kämper,/ herausgegeben von Fabian Kolb. Kassel : Merseburger 2016
- BRM 179 Musik der mittelalterlichen Metropole : Räume, Identitäten und Kontexte der Musik in Köln und Mainz, ca. 900–1400 : Tagungsbericht Mainz/Köln Oktober 2014 / herausgegeben von Fabian Kolb. Kassel : Merseburger 	2016
- BRM 180 Musik im Preußischen Rheinland (1815–1918) (Veranstaltung : 2015 : Köln). - Kassel: Merseburger, 2019